# Chutes Soni
Les chutes Soni sont une cascade d'eau dans les montagnes Usambara au nord-est de la Tanzanie, près du village de Soni, au nord-est de Kitunda. Les chutes se trouvent au bout de la rivière Mkuzu où elle rejoint la rivière Bangala. Les chutes se trouvent dans la partie sud de la réserve de montagne West Usambaras Lushoto. 